# Caumont-sur-Durance
Caumont-sur-Durance è un comune francese di 4 699 abitanti situato nel dipartimento della Vaucluse della regione della Provenza-Alpi-Costa Azzurra.
Si trova lungo il percorso del fiume Durance.
La cittadina ha dato i natali al poeta e drammaturgo francese dell'Ottocento Adolphe Dumas.

## Infrastrutture e trasporti
La cittadina è servita dal vicino aeroporto di Avignone Caumont, scalo dal quale è possibile nel periodo estivo raggiungere località internazionali.

## Società

### Evoluzione demografica
Abitanti censiti